# RW Dames Herentals
RW Dames Herentals was een Belgische voetbalclub uit Herentals. De club was aangesloten bij de KBVB met stamnummer 8189. De ploeg werd drie maal landskampioen in het Belgisch damesvoetbal.

## Geschiedenis
In 1950 was in Herentals Sefa Sport Herentals opgericht. De club was bij de Belgische voetbalbond aangesloten met stamnummer 5360 en het eerste elftal bij de heren speelde in de provinciale reeksen. In 1971 richtte de Belgische voetbalbond voor het eerst officieel damesvoetbal in. Nationaal werd er gespeeld in drie reeksen, en Sefa Herentals trad met een damesploeg in competitie.
In 1973 werd de competitie hervormd, en voortaan bestond de Eerste Klasse uit een reeks. Sefa was hierin weer bij de beteren. In 1974 werd de club zelfstandig en sloot zich op 12 augustus als Sefa Dames Herentals aan bij de Belgische Voetbalbond, waar men stamnummer 8189 kreeg. De club kon zich vlot handhaven in de middenmoot. In 1978 bereikte men voor het eerst de finale van de Beker van België, maar die werd na strafschoppen verloren van Astrio Begijnendijk. In 1980 kende de club zijn eerst succesjaar. Voor het eerst werd Herentals landskampioen en de club pakte meteen de dubbel met haar eerste bekerwinst.
In 1981 werd de naam van de club gewijzigd in Rood-Wit Dames Herentals. Onder deze naam won de club in 1982 voor de tweede keer de Beker. In de competitie strandde men op een tweede plaats. In 1983 kende RWD Herentals weer succes. Ditmaal werd de competitie gewonnen en werd verloren in de bekerfinale.
RWD Herentals bleef meespelen in de top. In 1987 haalde het opnieuw de bekerfinale, maar verloor er. Na meerdere ereplaatsen in de competitie, werd de club in 1988 voor de derde keer landskampioen. Tot halverwege de jaren 90 bleef Herentals een van de nationale toppers. Daarna ging het echter snel bergaf. In 1996 eindigde men afgetekend als voorlaatste in de competitie, na amper één zege en één gelijkspel in 26 wedstrijden. Na meer dan twee decennia op het hoogste niveau degradeerde de club naar Tweede Klasse. RWD Herentals trad daar echter nooit aan en gaf forfait voor het seizoen 1996/97. Op 10 april 1998 werd de club uiteindelijk definitief geschrapt.

## Erelijst
Belgisch landskampioen
winnaar (3): 1979/80, 1982/83, 1987/88
tweede (4): 1981/82, 1983/84, 1988/89, 1991/92
Beker van België
winnaar (2): 1980, 1982
finalist (3): 1978, 1983, 1987